# Správní obvod obce s rozšířenou působností Moravské Budějovice
Správní obvod obce s rozšířenou působností Moravské Budějovice je od 1. ledna 2003 jedním ze tří správních obvodů rozšířené působnosti obcí v okrese Třebíč v Kraji Vysočina. Čítá 47 obcí.
Města Moravské Budějovice a Jemnice jsou obcemi s pověřeným obecním úřadem.

## Seznam obcí
Poznámka: Města jsou vyznačena tučně, městyse kurzívou.
- Babice
- Bačkovice
- Blatnice
- Bohušice
- Budkov
- Cidlina
- Častohostice
- Dědice
- Dešov
- Dolní Lažany
- Domamil
- Hornice
- Chotěbudice
- Jakubov u Moravských Budějovic
- Jemnice
- Jiratice
- Kdousov
- Kojatice
- Komárovice
- Kostníky
- Láz
- Lesná
- Lesonice
- Lhotice
- Litohoř
- Lomy
- Lovčovice
- Lukov
- Martínkov
- Menhartice
- Meziříčko
- Mladoňovice
- Moravské Budějovice
- Nimpšov
- Nové Syrovice
- Oponešice
- Pálovice
- Police
- Rácovice
- Radkovice u Budče
- Radotice
- Slavíkovice
- Štěpkov
- Třebelovice
- Vícenice
- Zvěrkovice
- Želetava

## Obyvatelstvo
| Rok  | Obyv.  | ± %    |
| ---- | ------ | ------ |
| 1869 | 24 295 | —      |
| 1880 | 25 630 | +5,5 % |
| 1890 | 25 864 | +0,9 % |
| 1900 | 26 830 | +3,7 % |
| 1910 | 26 978 | +0,6 % |

| Rok  | Obyv.  | ± %     |
| ---- | ------ | ------- |
| 1921 | 27 655 | +2,5 %  |
| 1930 | 27 233 | −1,5 %  |
| 1950 | 24 312 | −10,7 % |
| 1961 | 25 661 | +5,5 %  |
| 1970 | 24 940 | −2,8 %  |

| Rok  | Obyv.  | ± %    |
| ---- | ------ | ------ |
| 1980 | 25 025 | +0,3 % |
| 1991 | 24 616 | −1,6 % |
| 2001 | 24 436 | −0,7 % |
| 2011 | 23 632 | −3,3 % |
| 2021 | 22 291 | −5,7 % |